# سنتاب
سنتاب (به ازبکی: Sentob) یک منطقهٔ مسکونی در ازبکستان است که در ناحیه کرمنه واقع شده‌است.